# 国家社会主义地下组织
国家社会主义地下组织（德語：Nationalsozialistischer Untergrund，發音：[natsi̯oˌnaːlzotsi̯alɪstɪʃɐ ˈʊntɐˌɡʁʊnt] ⓘ），簡稱納粹地下（NSU，[ɛnʔɛsˈʔuː] ⓘ），是德國的一個已不存在的新纳粹主义组织，活跃于2001年—2010年，於2011年11月被發現。  
目前已查明的成员有乌韦·蒙德洛斯、乌韦·伯恩哈特和贝亚特·切佩，他们活动的据点在德国东部小城茨维考。该组织成立于1998年，从2000年至2006年策划和执行了多起针对外国移民的暗杀事件，导致9名外国移民和1名德国女警遇害。
2011年11月4日，警方在爱森纳赫市围捕抢劫银行的匪徒，在一辆燃烧的房车中发现两名已死去的劫匪，据现场分析，一名匪徒打死了另外一名匪徒，然后自己又开枪自杀。在车内，警察发现了一只手枪曾为一名被害女警员所用。同一天在不远的茨维考市发生一起房屋爆炸事件，警察怀疑是人为事件，对失踪的房客发出搜捕令，结果发现死去的两名男劫匪是该房屋的房客，一个叫乌韦·蒙德洛斯，另外一个叫乌韦·伯恩哈特，还有一名名叫贝亚特·切佩女房客，于11月8日在耶拿市向警方自首。警方在房屋里搜出手枪、炸药、纳粹宣传材料，和一份疑为88人的死亡名单。经核对手枪，2000年至2006年的多起连环谋杀案系该组织所为。
2012年7月1日，德国联邦宪法保卫局负责人海因茨·弗罗姆因对这一系列新纳粹恐怖活动的发生没能及时发现而辞职。

### 引用
1. ↑  Verfassungsschutz-Chef Fromm tritt zurück （页面存档备份，存于） Welt Online 02.07.12

### 网页
- The Brown Army Faction. A Disturbing New Dimension of Far-Right Terror（页面存档备份，存于）
- 《极右恐怖组织频频暗杀 德国朝野震惊外国人恐惧 （页面存档备份，存于）》，华商报，2011年11月6日
- 《德国新纳粹拟刺杀88人》，多维新闻，2011年11月17日
- 《德国极右翼团体拟88人刺杀名单 致敬希特勒（页面存档备份，存于）》，人民网，2011年11月27日